# Станіславки (Куявсько-Поморське воєводство)
Станісла́вки (пол. Stanisławki) — село в Польщі, у гміні Ринськ Вомбжезького повіту Куявсько-Поморського воєводства.
Населення — 165 осіб (2011).

## Демографія
Демографічна структура станом на 31 березня 2011 року:
|          | Загалом | Допрацездатний вік | Працездатний вік | Постпрацездатний вік |
| -------- | ------- | ------------------ | ---------------- | -------------------- |
| Чоловіки | 82      | 14                 | 56               | 12                   |
| Жінки    | 83      | 25                 | 41               | 17                   |
| Разом    | 165     | 39                 | 97               | 29                   |